# (16510) 1990 UL4
A (16510) 1990 UL4 a Naprendszer kisbolygóövében található aszteroida. Eric Walter Elst fedezte fel 1990. október 16-án.